# Hervé (Heiliger)
Der heilige Hervé (* um 520 ;† um 568 in Lanhouarneau) ist ein Heiliger der Bretagne. Er wird von der katholischen und der orthodoxen Kirche als Heiliger anerkannt und lebte zur Zeit der bretonischen Einwanderung nach Aremorica. Er erscheint in der vita Hervei, einer späten Erzählung des 13. Jahrhunderts, die eines der zahlreichen Beispiele der bretonischen Hagiographie darstellt, in denen der Unterschied zwischen Geschichtsschreibung und Heiligenlegende nur schwer auszumachen ist.
Sein Festtag als heilkräftiger Schutzpatron wird am 17. Juni in Kirchen und Kapellen vornehmlich der Basse-Bretagne begangen, die die Départements Côtes-d’Armor, Finistère und Morbihan umfasst, wo auch Prozessionen zu seinen Ehren abgehalten werden.

## Hagiographie

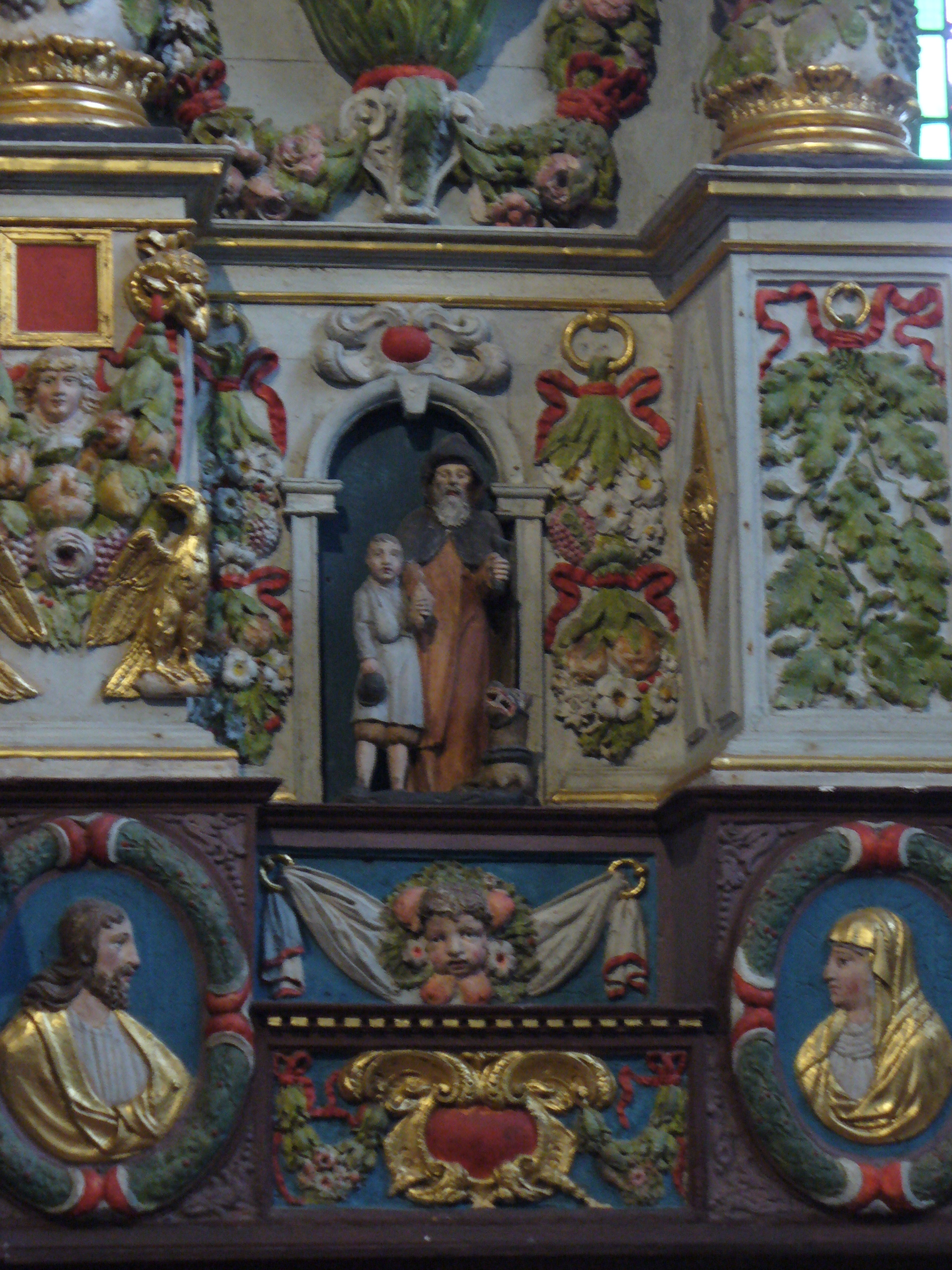
Altar von Guimiliau mit dem hl. Hervé, dem Wolf und dem kleinen Jungen

In Abwesenheit eines historischen Dokuments, das von der hagiographischen Literatur unabhängig ist, muss die Existenz des hl. Hervé als unsicher angesehen werden, da er erst in einer Lebensbeschreibung späterer Zeit auftaucht.
Sein Leben wird uns erst in der vita Hervei (aus dem 13. Jahrhundert) überliefert, außerdem in einem Manuskript, das unter dem Namen „Légendaire de Tréguier“ bekannt ist (14. Jahrhundert), dann in einem Manuskript der Abtei St-Vincent du Mans des 15. Jahrhunderts und schließlich einer weiteren Handschrift der Abtei von Saint-Gildas-des-Bois. Seine Hagiographie wurde in der ersten Hälfte des 17. Jahrhunderts vom Dominikanermönch Albert Le Grand wieder aufgegriffen. Auf ein fadenscheiniges historisches Geflecht haben die Schreiber der Heiligengeschichte eine Vielzahl von Episoden gestickt, die sehr wenig Übereinstimmung mit den historischen Fakten haben, und dabei die Legende des Heiligen konstruiert, aus der die Forschungsarbeit der modernen Historiker die Überreste heidnischer Traditionen (der keltischen Mythologie von Lugh und Math) und literarische Gemeinplätze, die aus anderen Viten (wie der des hl. Eusicus) stammen, herauszufiltern versuchen.
Als Sohn von Hyvarnion (auch Harvian, Hyvarnon oder Houarnon genannt), eines aus Britannien stammenden Barden, der zu dieser Zeit am Hof des Frankenkönigs Childebert lebte, und von Riwanon (auch Rivanone oder Rivanon genannt), wurde Hervé um 520 geboren. Da seine Mutter das Gelöbnis der Jungfräulichkeit abgelegt hatte, ist er Opfer des mütterlichen Fluchs, der ihn von Geburt an erblinden lässt. Seine Eltern sollen bei ihrem Schwager Rigurius im Herrenhaus von Lanrioul in Plouzévédé gelebt haben, das in alten Texten auch Lanrigoul oder Lanrigour genannt wird. Nach dem Tod ihres Ehemanns ließ sich Riwanon auf dem Territorium von Keran (der Filiale von Tréflaouénan) nieder, wo sie ihren minderjährigen Sohn erzog.

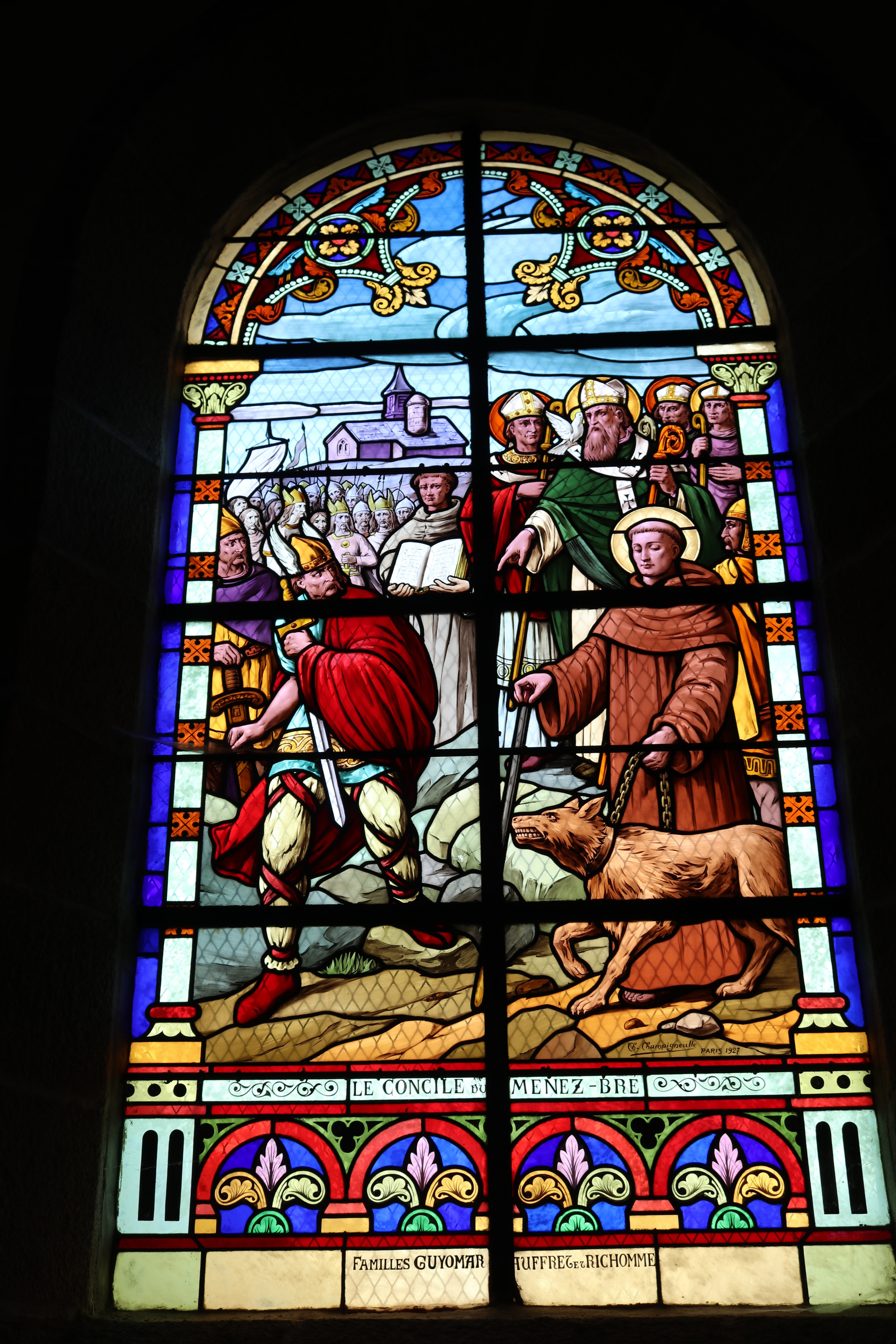
Fenster der Kirche Notre-Dame in Penvénan (Côtes-d'Armor), das Hervé bei der Bischofsversammlung auf dem Menez Bré zeigt.

Hervé soll zunächst Unterricht von seinem Onkel, dem hl. Urfol, in Bourg-Blanc erhalten haben, wo dieser ein Oratorium erbaut hatte. Er kehrte dann nach Lanhouarneau zurück, um seine sterbenskranke Mutter in ihr eigenes Oratorium zu begleiten, das sich an der Stelle der heutigen Pfarrkirche St-Hervé befand. Er soll dann in Lanhouarneau eine Einsiedelei begründet haben, verließ aber bald den Ort zusammen mit seinen Schülern und kehrte nach Bourg-Blanc zurück, um dort als Eremit zu leben. Danach begab er sich nach Saint-Pol-de-Léon, wo der dortige Bischof, der hl. Houardon, ihm die Niederen Weihen gespendet haben soll. Er wurde Beichtvater, lehnte aber aus Demut den Titel eines Abts vollkommen ab. Er lehnte es ebenfalls ab, Priester zu werden, da er sich für unwürdig hielt, die Eucharistie zu feiern. Er akzeptierte nur, zum Exorzisten ordiniert zu werden. Nach einem Aufenthalt in Innoco (dabei handelt es wahrscheinlich um Plouigneau), besuchte er Plougonven, durchquerte die Monts d'Arrée und gelangte nach Cornouaille, wo er Spendengelder gesammelt haben soll. Ins Pays de Léon zurückgekehrt, soll er einen Grafen namens Helenus von einem Dämon befreit haben, der von seinem Haushalt Besitz ergriffen hatte, und nahm anschließend an der Versammlung der bretonischen Bischöfe auf dem Gipfel des Hügels Menez Bré in Pédernec teil. Dort wurde die Entscheidung getroffen, den Grafen Konomor zu exkommunizieren, der seine Frau, die hl. Triphine, ermordet hatte (an diese Versammlung erinnert die Kapelle des hl. Hervé auf dem Gipfel des Menez Bré). Diese hagiographischen Zusammenstellungen, die den Heiligen in dieser Weise von Ort zu Ort wandern lassen, dienen dem Zweck, Ortslegenden mit Hagiotoponymen und lokalen Ortsbezeichnungen zu verknüpfen, was den Willen der Auftraggeber der Hagiographien bezeugt, Orte zu markieren oder zuzuschreiben, denen durch diese Zuschreibung eine Legitimation zufiel, auch wenn der Heilige dort nicht unbedingt gewesen sein musste. So gibt es beispielsweise heute noch eine „Einsiedelei des hl. Hervé“ in Lanrivoaré.

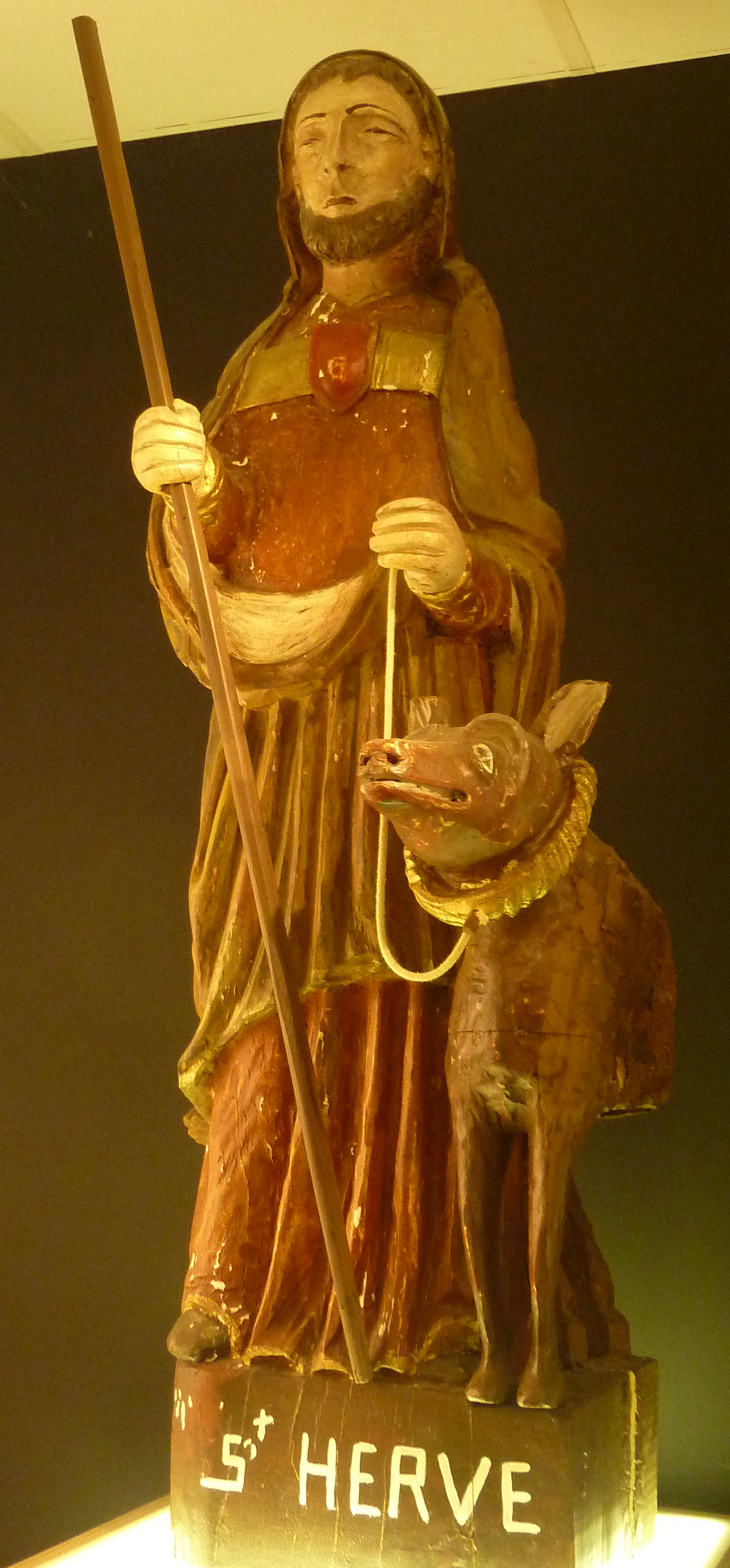
Der hl. Hervé mit seinem Wolf (Skulptur im Musée du loup, Le Cloître-Saint-Thégonnec).

Schließlich kehrte der Heilige nach Lanhouarneau zurück, um dort zu leben und nach einer hagiographischen Tradition am 22. Juni 566 umgeben von seinen Schülern Hardian und Gozhuran und seiner Cousine, der hl. Christine, zu sterben. Saint Pol de Léon soll bei seiner Beisetzung anwesend gewesen sein und ein Teil seiner Reliquien wird in Lanhouarneau, wo er bestattet wurde, aufbewahrt.

## Reliquien des Heiligen
878 wurden aufgrund der Wikingereinfälle in Frankreich, der Bretagne und zahlreichen weiteren europäischen Orten seine sterblichen Überreste in der Kapelle des Château de Brest in Sicherheit gebracht und anschließend in die Kathedrale von Nantes (Cathédrale Saint-Pierre-et-Saint-Paul de Nantes) überführt. Seine Verehrung verbreitete sich ziemlich schnell, was auch die vielfachen Übertragungen von Reliquien bezeugen, die die Umbettungen seiner sterblichen Überreste begleiteten: Sein Haupt, vielleicht ein Geschenk des bretonischen Herzogs Gottfried I., befindet sich in der Kathedrale von Rennes, wo es 1743 in den Schrein zu den Reliquien des hl. Goulven gelegt wurde. Wie bei vielen Heiligen verschwand der Großteil seiner Reliquien in der französischen Revolution; der Schrein der sie enthielt, wurde 1793 eingeschmolzen. Aber:

„des ossements, peut-être prélevés avant le transfert du corps à Nantes, sont gardés à Lanhouarneau dans un bras-reliquaire en argent, du début du XVIe siècle ; une omoplate et une vertèbre du cou, rapportées de Nantes vers 1750, sont conservées à Saint-Pol-de-Léon ; l'église du Faouët, dont saint Hervé est le patron, possède aussi depuis 1773 une vertèbre du cou ; on signale aussi un bras, dont on ignore la provenance, à Louvigné-du-Désert, et une petite relique au couvent de la Retraite à Quimperlé. L'église de Saint-Coulitz détient également, depuis 1894, une petite relique du saint“

„Knochen, die vielleicht vor der Überführung des Körpers nach Nantes entnommen wurden, werden in Lanhouarneau in einem silbernen Armreliquiar vom Anfang des 16. Jahrhunderts aufbewahrt; ein Schulterblatt und ein Halswirbel, aus Nantes um 1750 zurückgebracht, werden in Saint-Pol-de-Léon aufbewahrt; die Kirche von Faouët, die unter dem Patronat des hl. Hervé steht, besitzt seit 1773 auch einen Halswirbel; es wird auch berichtet, dass sich ein Arm, dessen Herkunft unbekannt ist, in Louvigné-du-Désert befindet und eine kleine Reliquie im Kloster de la Retraite in Quimperlé. In der Kirche St-Coulitz befindet sich seit 1894 auch eine kleine Reliquie des Heiligen.“

Über viele Jahre vergessen, wurde das Haupt, das dem Heiligen zugeschrieben wird, am Ende des 20. Jahrhunderts im Hinterzimmer der Sakristei der Basilika St-Sauveur in Rennes wiedergefunden und seine feierliche Rückkehr nach Lanhouarneau wurde von Bischof von Quimper und Léon am 18. Juni 1998 mit einer großen Menschenmenge begangen.

## Der Heilige als Schutzpatron und seine Attribute
Hervé ist der Schutzpatron der bretonischen Barden. Er wird angerufen bei Augenerkrankungen, bei Angststörungen, Todesangst und Depressionen, um böse Geister abzuwehren und als Schutzheiliger der Pferde. In der Bretagne steht der hl. Hervé auch in dem Ruf, das Quaken der Frösche zu stoppen. Dieser Ruf geht auf eine Episode aus seinem in der vita Hervei berichteten Lebenslauf zurück : Beim Prinzen Wigon zu Besuch wagte es einer der Reiter (Soldaten) seines Gastgebers, den Thaumaturgen zu befragen, ob er die Macht habe, den Fröschen des Sees, die gewöhnlich jede Sommernacht quaken würden, das Stillschweigen zu befehlen. Daraufhin vollbrachte der Heilige das von ihm geforderte Wunder.
Als blinder und musikalischer Einsiedler soll Hervé auf dem Menez Bré an der Erziehung der Kinder und der Aufnahme der Armen gewirkt haben. Eine Legende erzählt, dass der Blindenhund des Heiligen von einem Wolf gefressen wurde ; der Heilige zwang daraufhin den Wolf, an die Stelle des Hundes zu treten, weshalb er häufig mit einem Wolf abgebildet wird, den er an einer Leine führt. Der hl. Hervé wird vor allem von den Anrainern der Wälder zum Schutz ihrer Herden angerufen und erhält zum Dank Gaben ihrer Wolle. Eine weitere Legende berichtet, dass Hervé eines Tages beim Niesen einen Zahn verlor und dieser in einen Felsspalt fiel. Aus der Spalte fuhr daraufhin ein greller Strahl und traf einen kleinen Jungen, der beinahe daran gestorben wäre. Eine lokale Überlieferung erzählt, dass ein Wolf den Esel verschlang, mit dem Hervé unterwegs war. Als dieser sich hinkniete und betete, kam auf sein Gebet hin der Wolf herbei und spannte sich selbst vor den Karren. Daher wird Hervé häufig mit einem gezähmten Wolf abgebildet. Seinen Ruf genießt er in der gesamten Bretagne.

## Ist der hl. Hervé mit dem hl. Mahouarn identisch?
Der Name „Mahouarn“ stammt wahrscheinlich aus einer Verstümmelung des britannischen Namens Marc'h-Tiern („großer Anführer“) oder Marc'h-Houarn („Anführer auf dem Eisenpferd“, d. h. einem mit einem Rossharnisch versehenen Pferd). Der hl. Mahouarn ist übrigens der Schutzpatron der Pfarrei Lanhouarneau. Er wird ausschließlich im Porzay, einer Ebene östlich der Bucht von Douarnenez, verehrt, wo Kapellen, Quellen und Kreuze unter seinem Patrozinium stehen: Eine Kapelle Loc-Mahouarn existierte in Cast, liegt aber seit Anfang des 19. Jahrhunderts in Trümmern, aber die nahebei gelegene Quelle war bis gegen 1950 Ziel frommer Prozessionen ; eine Kapelle (ruiniert um 1900) und eine Quelle St-Mahouarn existierten bei Le Juch; eine Kapelle (unauffindbar seit dem 16. Jahrhundert), eine Quelle und ein Kalvarienberg für St-Mahouarn befanden sich auch in Plonévez-Porzay ; und schließlich tragen die Pfarrkirche von Plomodiern ebenso wie eine Quelle den Namen des hl. Mahouarn. Aber da dieser bretonische Heilige zu obskur erschien, wurde die Mehrzahl dieser Orte der Verehrung durch die katholische Kirche seither entweder unter das Patrozinium des hl. Magloire oder des hl. Hervé gestellt. Mahouarn war als Vorname im Porzay noch bis etwa 1850 gebräulich.

## Christianisierung alter mythologischer Motive
Wie viele weitere Hagiographien des Hochmittelalters trägt die Vita des hl. Hervé ältere mythologische Motive weiter. So wird in der Überlieferung die Blindheit des Heiligen der Gabe des zweiten Gesichts gegenübergestellt. In der keltischen Tradition ist das die mögliche Folge der Divination und der seherischen Fähigkeiten des Heiligen. Die Legendenschreiber machen aus Hervé einen „Seher“ mit einem leuchtenden Zahn, ein Motiv, das zum einen auf den heidnischen Beschwörungsritus des teinn laegda der keltischen Mythologie, „die Erleuchtung durch den Gesang“, verweist und zum anderen Übereinstimmungen mit dem Ritus zeigt, den die Druiden anwendeten, um Wissen zu erlangen, nämlich sich den Daumen auf einen Weisheitszahn zu pressen. Nach einer weiteren Legende begab sich Hervé in die Kirche des Weilers Quéran, wo ihm ein Weisheitszahn in einen Felsspalt fiel. Nach seinem Weggang sahen die Dorfbewohner dort ein großes Licht, was aus dem Heiligen einen „Seher“ machte, der mit einem inneren Licht begabt war. Hervé ist ebenfalls ein „Anführer der Wölfe“. Für Bernard Merdrignac, geht es bei Hervé oder anderen bretonischen Heiligen nicht darum, „eine heidnische Gottheit zu ersetzen, sondern den Beweis ihrer Wirkmächtigkeit auf einem Feld zu beweisen, wo sie von den Gläubigen erwartet wurde“.
Die künstlerischen Darstellungen des Heiligen, insbesondere seine Statuen, scheinen die Hauptelemente jener früheren mythologischen Motive im Christentum zu bewahren : Hervé wird dargestellt mit „geschlossenen oder leeren Augen“, einen Stock in der Hand, mit dem er eine Quelle hatte hervorsprudeln lassen, und in Begleitung eines jungen Führers und seines gezähmten Wolfes.

## Heutige Verehrung in der Bretagne
- Einige Orte tragen in der einen oder anderen Variante seinen Namen :
  - Lanhouarneau im Département Finistère
  - Saint-Hervé im Département Côtes-d’Armor
  - Saint-M'Hervé im Département Ille-et-Vilaine
- Ortsteile bzw. Weiler mit seinem Namen :
  - Ein Ortsteil von Ploufragan (Côtes-d'Armor)
- Vier Pfarrkirchen und 22 Kapellen tragen die eine oder andere Variante seines Namens[15], darunter :
  - die Kirche St-Mahouarn in Plomodiern, die auch eine verehrte Quelle besitzt
  - die Kirche St-Hervé in Lanhouarneau (Finistère)
  - die Einsiedelei St-Hervé in Milizac (Finistère)
  - die Kirche St-Hervé in Caro (Morbihan)
  - die Kapelle St-Hervé in Bubry (Morbihan)
  - die Kapelle St-Hervé in Gourin (Morbihan)
  - die Kapelle St-Houarneau in Bourbriac (Côtes-d'Armor)
  - die Kirche St-Hervé in Le Faouët (Côtes-d'Armor)
  - die Kirche St-Hervé in Quemperven (Côtes-d'Armor)
- Der Altar der Kirche St-Mélar de Locmélar (in Locmélar, Finistère) ist ihm geweiht.[25]

- Zahlreiche Kirchen und Kapellen besitzen Statuen des hl. Hervé, darunter :
  - die Kirche St-Miliau in Guimiliau und die Kapelle Ste-Marie-du-Ménez-Hom in Plomodiern (Finistère)
  - die Kapelle in Gourin und diejenige in Langoëlan (Morbihan)
  - die Kapelle St-Mélar in Bringolo und die Kapelle Notre-Dame du Haut[26] in Trédaniel (Côtes-d'Armor)

## Galerie

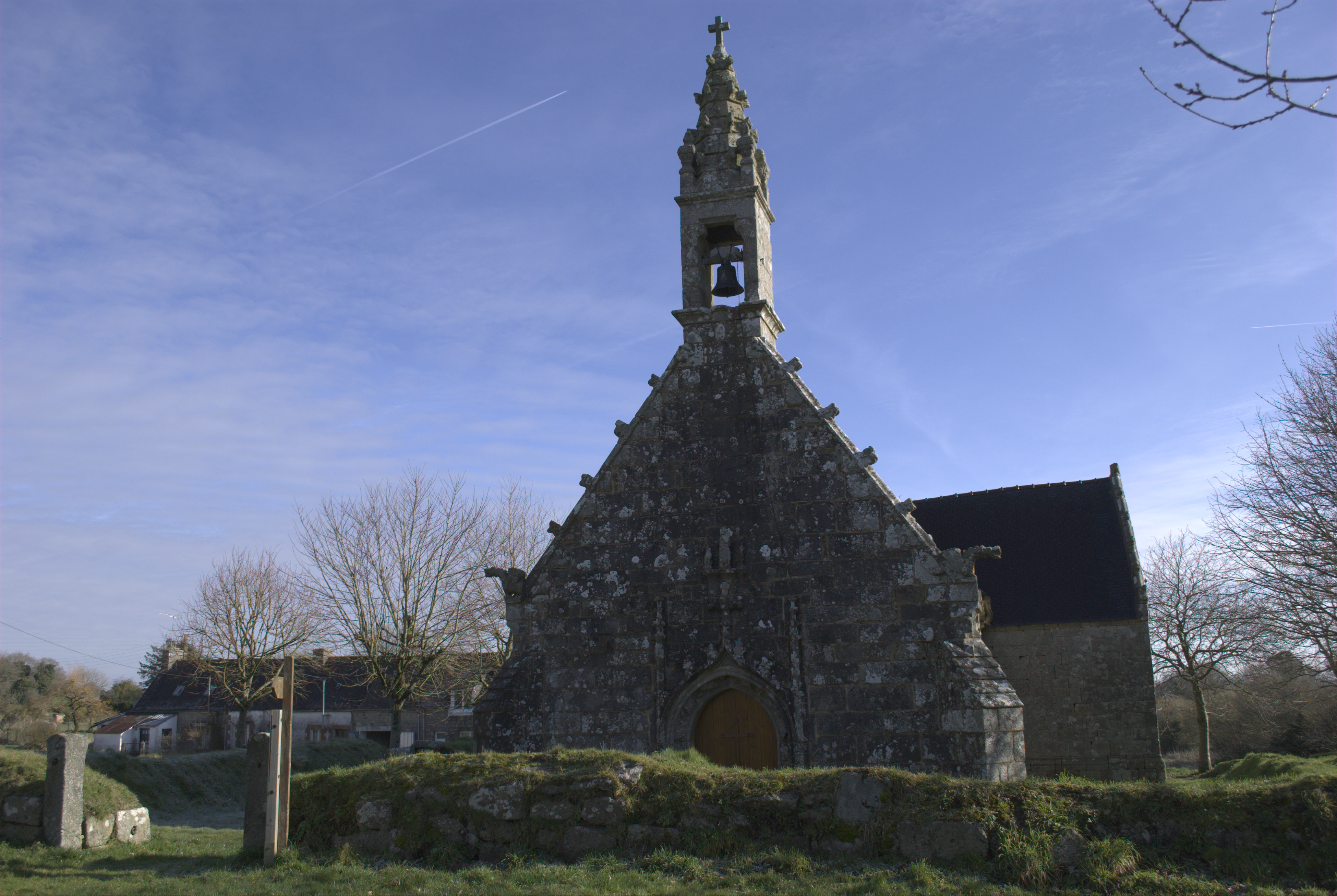
Kapelle St-Hervé in Bourbriac (Côtes-d'Armor)
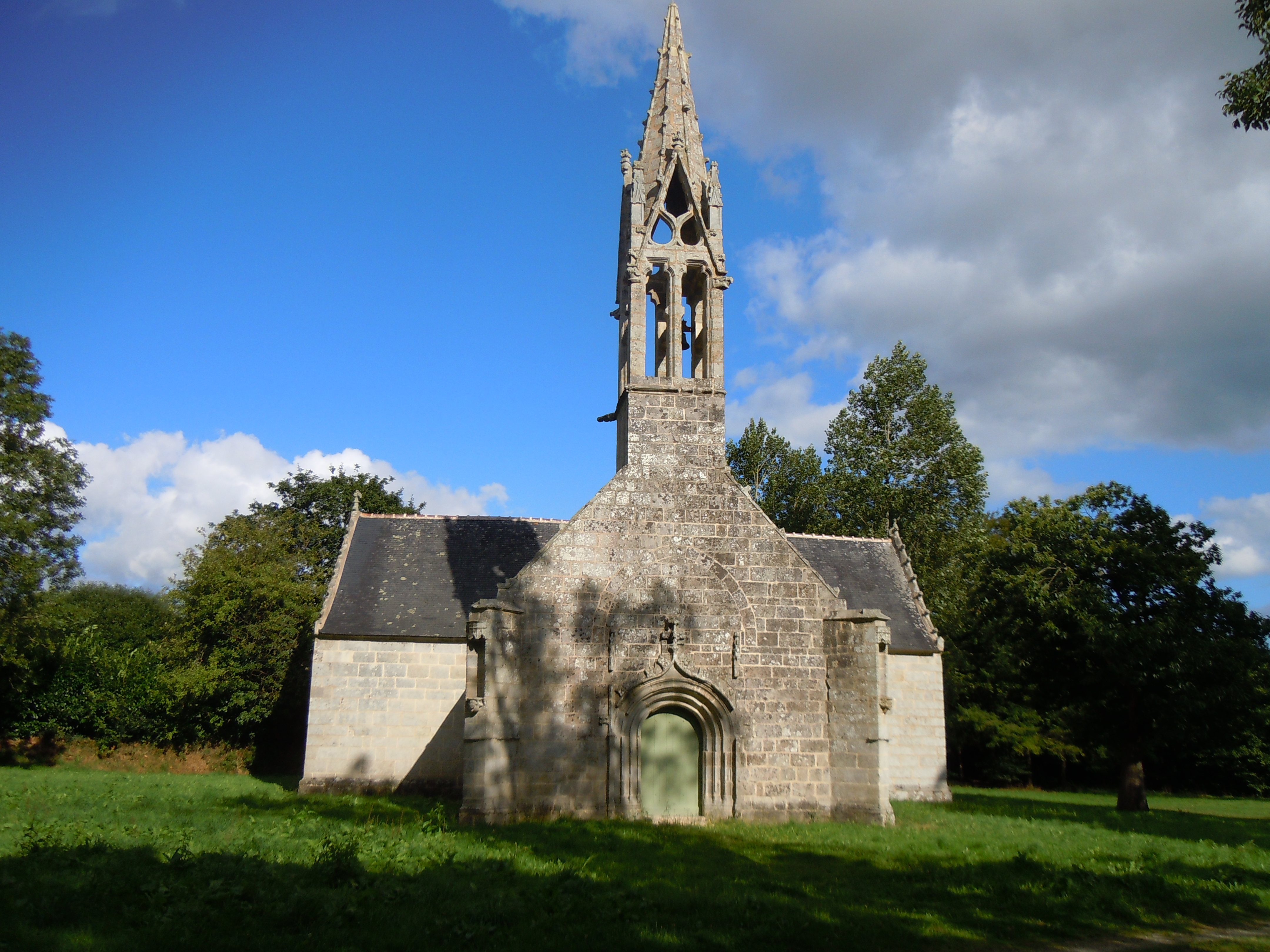
Kapelle St-Hervé in Gourin (Morbihan)
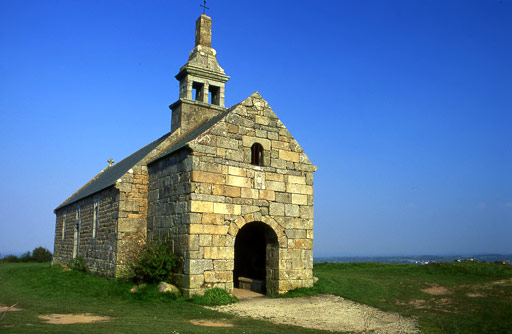
Kapelle St-Hervé auf dem Gipfel des Menez Bré (Gemeinde Pédernec)
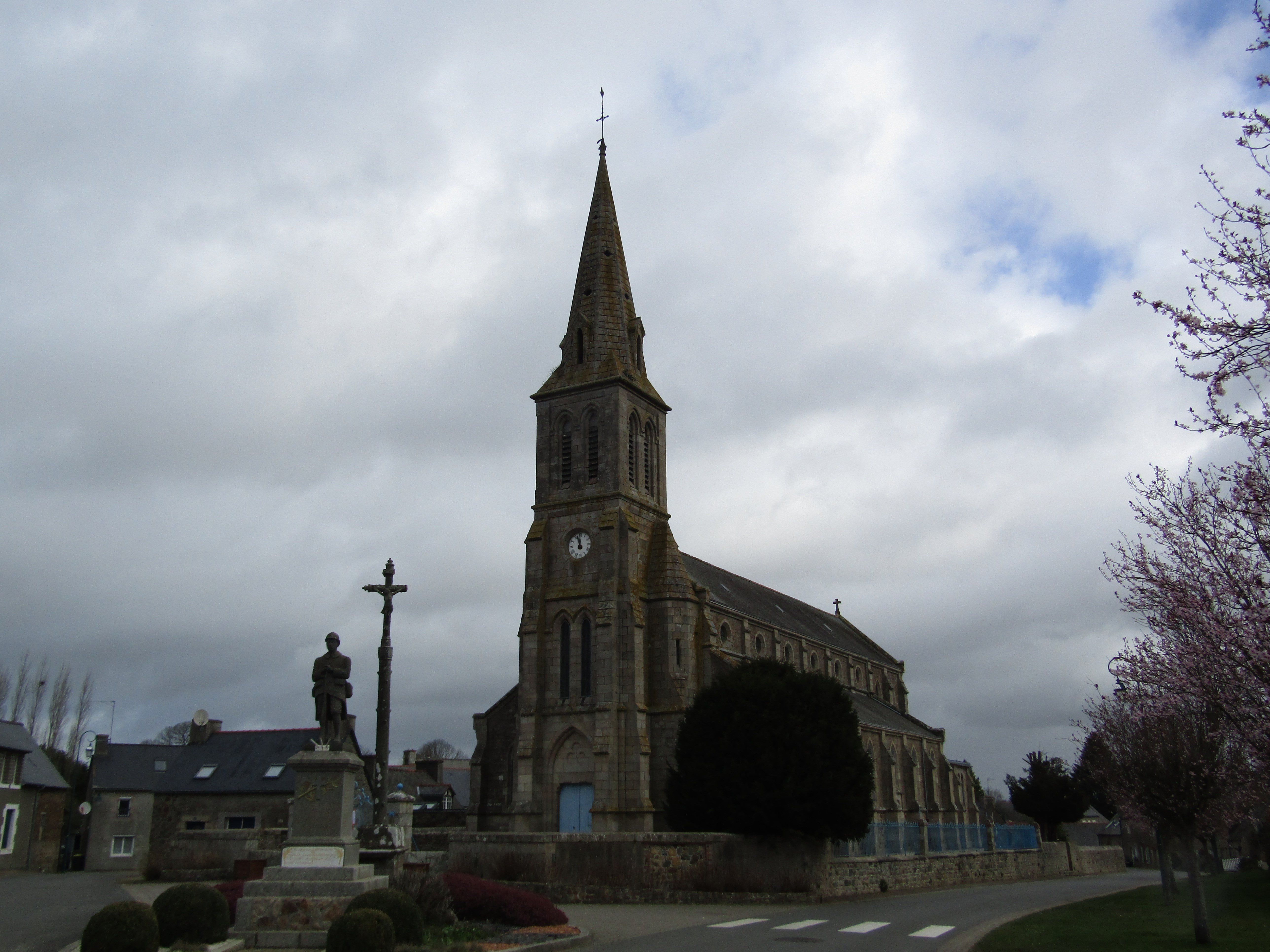
Kirche St-Herve in Le Faouët (Côtes-d'Armor)
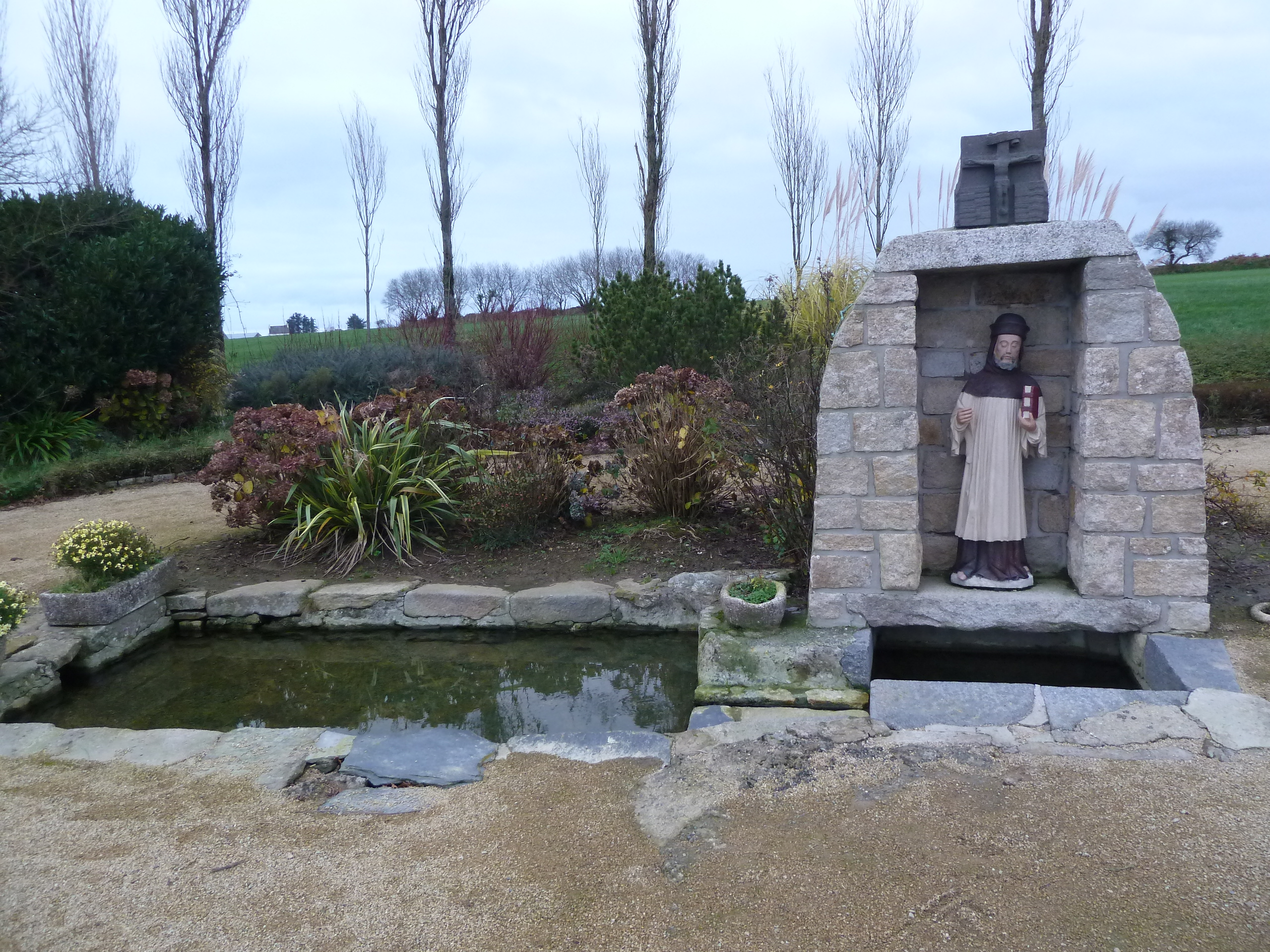
Quelle des hl. Hervé in Lanhouarneau
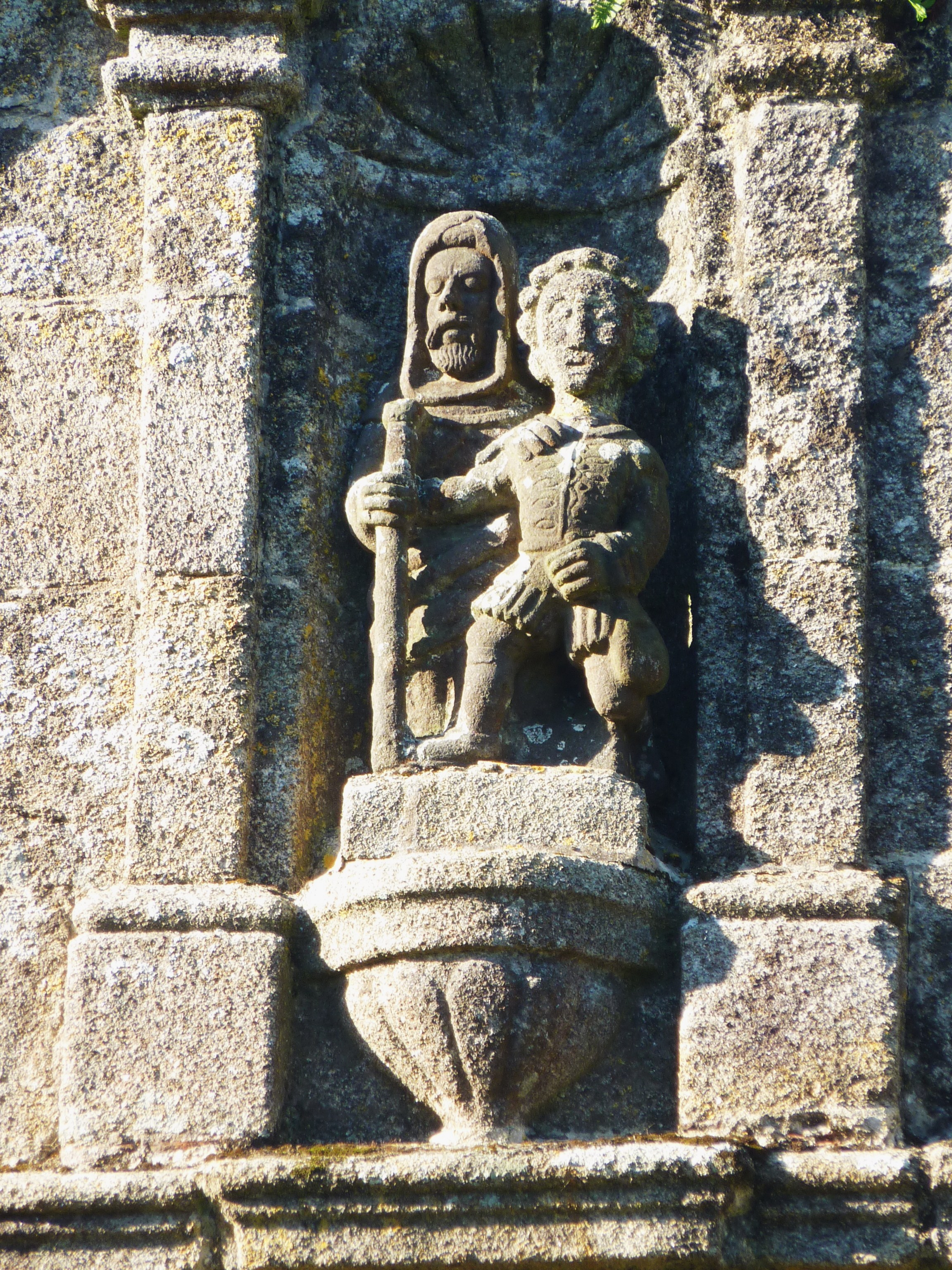
Kirche St-Marie-du Ménez-Hom : Statue des hl. Hervé mit seinem Blindenstock, dem Wolf und dem Jungen
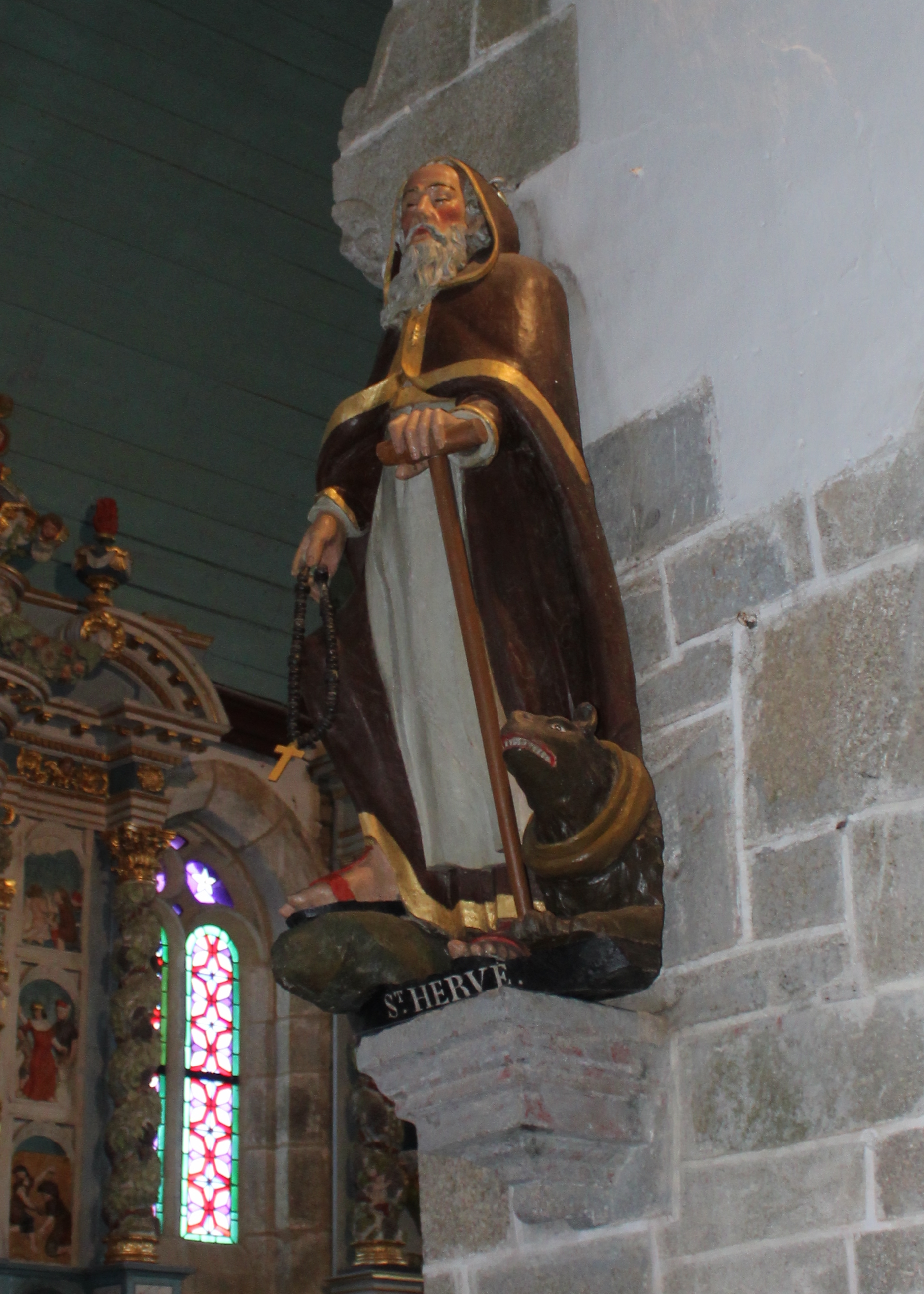
Pfarrkirche St-Miliau in Guimiliau: Statue des hl. Hervé
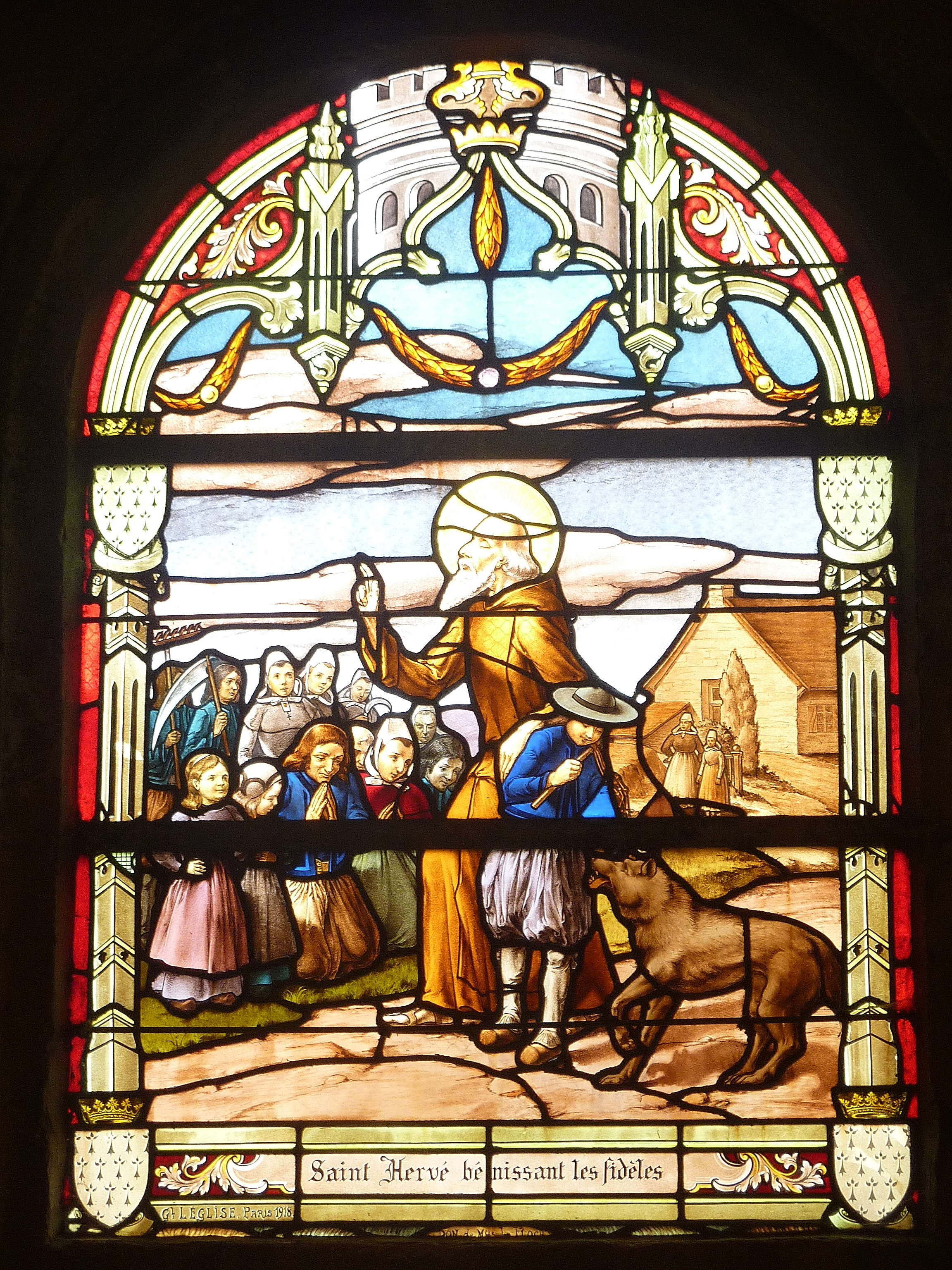
Pfarrkirche St-Germain in Kerlaz : Glasfenster „Der hl. Hervé segnet die Gläubigen“.

### Verbundene Artikel
- Keltisches Christentum
- Vallée des Saints